# Starry Eyed (bài hát của Ellie Goulding)
"Starry Eyed" là một bài hát của nữ ca sĩ người Anh Ellie Goulding, phát hành dưới dạng đĩa đơn thứ hai của album, Lights (2010). Bài hát được viết bởi Goulding và Jonny Lattimer, và sản xuất bởi Starsmith. Goulding đã biểu diễn lần đầu tiên ở Hoa Kỳ trong chương trình Jimmy Kimmel Live! vào ngày 7 tháng 4 năm 2011 với "Starry Eyed".

## Danh sách bài hát
| - Đĩa đơn CD tại Anh 1. "Starry Eyed" – 2:58 2. "Starry Eyed" (Russ Chimes Remix) – 5:10 3. "Starry Eyed" (Little Noise Session) – 3:03 - EP kỹ thuật số tại Anh 1. "Starry Eyed" – 2:57 2. "Starry Eyed" (Russ Chimes Remix) – 5:08 3. "Starry Eyed" (Little Noise Session) – 3:03 4. "Starry Eyed" (Penguin Prison Remix featuring Theophilus London) – 5:10 - Đĩa đơn 10" tại Anh A. "Starry Eyed" – 2:58 - Đĩa đơn CD tại Đức 1. "Starry Eyed" – 2:57 2. "Fighter Plane" – 4:25 | - EP kỹ thuật số tại Đức 1. "Starry Eyed" – 2:57 2. "Starry Eyed" (Russ Chimes Remix) – 5:08 3. "Starry Eyed" (Little Noise Session) – 3:03 4. "Starry Eyed" (Penguin Prison Remix featuring Theophilus London) – 5:10 5. "An Introduction to Ellie Goulding" (video) – 2:34 - EP đĩa đơn CD tại Hoa Kỳ – The Remixes 1. "Starry Eyed" (Penguin Prison Remix) – 5:09 2. "Starry Eyed" (Jakwob Remix) – 4:35 3. "Starry Eyed" (Russ Chimes Remix) – 5:08 4. "Starry Eyed" (Monsieur Adi Remix) – 4:42 5. "Starry Eyed" (AN21 and Max Vangeli Remix) – 8:14 |

## Xếp hạng
| Bảng xép hạng (2010)                            | Vị trí cao nhất |
| ----------------------------------------------- | --------------- |
| Australia Dance (ARIA)                          | 25              |
| Australia Hitseekers (ARIA)                     | 11              |
| Áo (Ö3 Austria Top 40)                          | 47              |
| Bỉ (Ultratip Flanders)                          | 14              |
| Đan Mạch Airplay (Tracklisten)                  | 18              |
| Europe (European Hot 100 Singles)               | 15              |
| Trường songid là BẮT BUỘC CHO BẢNG XẾP HẠNG ĐỨC | 46              |
| Ireland (IRMA)                                  | 4               |
| Israel (Media Forest)                           | 9               |
| New Zealand (Recorded Music NZ)                 | 26              |
| Scotland (OCC)                                  | 3               |
| Slovakia (Rádio Top 100)                        | 36              |
| Anh Quốc (OCC)                                  | 4               |

| Bagr xếp hạng (2010)                 | Vị trí |
| ------------------------------------ | ------ |
| UK Singles (Official Charts Company) | 39     |

## Chứng nhận
| Quốc gia                                 | Chứng nhận | Số đơn vị/doanh số chứng nhận |
| ---------------------------------------- | ---------- | ----------------------------- |
| Na Uy (IFPI)                             | Vàng       | 5.000*                        |
| Anh Quốc (BPI)                           | Vàng       | 496,278                       |
| * Chứng nhận dựa theo doanh số tiêu thụ. |            |                               |

## Lịch sử phát hành
| Khu vực | Ngày                | Định dạng                     | Nhãn                  | Ref.  |
| ------- | ------------------- | ----------------------------- | --------------------- | ----- |
| Anh     | 21 tháng 2 năm 2010 | Tải kỹ thuật số               | Polydor               | [ 3 ] |
| Anh     | 22 tháng 2 năm 2010 | Đĩa đơn CD Đĩa đơn 10"        | Polydor               | [ 2 ] |
| Đức     | 23 tháng 4 năm 2010 | Tải kỹ thuật số               | Universal             | [ 6 ] |
| Đức     | 7 tháng 5 năm 2010  | Đĩa đơn CD                    | Universal             | [ 5 ] |
| Hoa Kỳ  | 15 tháng 2 năm 2011 | Tải kỹ thuật số – The Remixes | Cherrytree Interscope | [ 7 ] |